# Calyptotheca suluensis
Calyptotheca suluensis är en mossdjursart som beskrevs av Harmer 1957. Calyptotheca suluensis ingår i släktet Calyptotheca och familjen Parmulariidae. Inga underarter finns listade i Catalogue of Life.